# Kolenda
Kolenda (Kolęda) – polski herb szlachecki odmiana herbu Bełty.

## Opis herbu
Opis zgodnie z klasycznymi regułami blazonowania:
W polu czerwonym dwa bełty na opak srebrne w krzyż skośny, na nich trzeci bełt na opak, nad którym krzyż kawalerski złoty. Klejnot: ogon pawi.

## Najwcześniejsze wzmianki
Michała Kolendę wspominają w r. 1632.

Seweryn  hr. Uruski wspomina o Fedorze, horodniczym wileńskim w 1550 roku. Zbigniew Leszczyc pisze o występowaniu herbu Kolęda na Litwie w 1500 roku.

## Herbowni
Kolada, Kolenda, Kolendowski, Kolęda.